# Patrick McGoohan
Patrick Joseph McGoohan (Long Island, Nueva York, 19 de marzo de 1928-Los Ángeles, California, 13 de enero de 2009) fue un actor estadounidense, que además tuvo una extensa trayectoria profesional como autor, guionista y director.
Es conocido por las series Danger Man y The Prisoner, que lo ubican entre los personajes más populares de las series de TV de los años 1960.
En el cine es memorable su actuación dando vida al rey Eduardo I de Inglaterra en Braveheart (1995) de Mel Gibson.

## Biografía
Hijo de inmigrantes en Estados Unidos, a poco tiempo de nacer es trasladado a Irlanda cuando los padres deciden retornar a su patria. Establecidos ya en el Condado de Leitrim, su temprana niñez se ve financieramente empobrecida por las deudas acumuladas en la granja familiar, que produce poco en un suelo pobre. En la escuela se destaca en matemática y boxeo, más tarde trabaja como granjero, empleado de banco y conductor de camión antes de conseguir un trabajo como tramoyista en el Teatro de Sheffield. Cuando uno de los actores cae enfermo, Patrick le sustituye y ya no abandonará el mundo de la actuación. Allí se enamora de una vivaz actriz llamada Joan Drummond, a la que cuenta que escribía cartas de amor todos los días. Aún hoy son considerados una de las parejas más felices del mundo del espectáculo. Dominados por la pasión, se casaron aprovechando un descanso entre el ensayo de The Taming of the Shrew y la función nocturna el 19 de mayo de 1951. Tuvo tres hijas, Catherine (n. 1952), Anne (n. 1959) y Frances (n. 1960).
Dirigió cinco episodios de la famosa serie Colombo, y es el actor que más veces interpretó el papel de asesino en ella: cuatro ocasiones. Dos de estos papeles como actor invitado en la serie protagonizada por Peter Falk le hicieron ganar el premios Emmy en 1975 y 1990.
Realizó papeles importantes, generalmente de villano o de figuras con autoridad y poder, en películas notables como Fuga de Alcatraz Escape from Alcatraz (dando vida al alcaide de la prisión), Estación Polar Cebra, El expreso de Chicago,  Objetivo: Patton y la ganadora del Oscar: Braveheart.
McGoohan fue elegido antes que Sean Connery para interpretar el papel de James Bond en la primera película de la saga Dr. No aunque él rechazó el papel.
En el 2000 apareció en la serie de Los Simpson en el episodio The Computer Wore Menace Shoes (El ordenador que acabó con Homer) en el que Homer va a una isla al igual que en la serie de McGoohan The Prisoner.

Murió el 13 de enero de 2009 en Los Ángeles, California.

## Filmografía parcial
- 1955 - Soy una cámara
- 1957 - Ruta infernal
- 1958 - El valle de las mil colinas
- 1962 - Noche de pesadilla
- 1964 - Agente Secreto (Serie de TV)
- 1967 - Koroshi
- 1968 - Estación Polar Cebra
- 1970 - El infierno del Whiskey
- 1974 - Columbo
- 1976 - El expreso de Chicago
- 1978 - Objetivo: Patton
- 1979 - El camino difícil
- 1979 - Escape from Alcatraz
- 1980 - Scanners
- 1985 - Baby, el secreto de la leyenda perdida
- 1990 - Agenda para un crimen
- 1995 - Braveheart
- 1996 - Hysteria, locura universal
- 1996 - Tiempo de matar
- 2002 - El planeta del tesoro (voz)